# Тиё, Элиан
Элиан Тиё (фр. Eliane Tillieux; род. 25 апреля 1966, Намюр) — бельгийский политический деятель. Член франкоязычной Социалистической партии (PS). В прошлом — председатель Палаты представителей парламента Бельгии (2020—2024), первая женщина на этом посту.

## Биография
Родилась 25 апреля 1966 года в Намюре.
Окончила начальную и среднюю школу в Шампьоне в Намюре, затем в 1989 году получила степень по переводу в Высшей школе письменных и устных переводчиков (ISTI), интегрированной с 2015 года в Брюссельский свободный университет (ULB). В 1993 году получила степень магистра в области государственного управления в Школе экономики и менеджмента Солвей в Брюсселе, которая является факультетом Свободного университета (ULB).
С 1990 года работала в компании SWDE, которая является основной государственной организацией, отвечающей за водоснабжение в регионе Валлония, поднялась по карьерной лестнице до руководителя коммерческого отдела. В 2004 году уволилась, чтобы посвятить себя полностью политике.
В 2000—2004 годах — избранный депутат Провинциального совета Намюра. В 2004 году избрана депутатом парламента Валлонии, переизбрана в 2009 и 2014 году. В 2006 году избрана членом муниципального совета Намюра. Переизбрана в 2012 году.
В июле 2009 года она была назначена министром социальных действий, здравоохранения и равных возможностей правительства Валлонии под руководством Руди Демотта. Была единственной женщиной министерского уровня в правительстве. В 2014 году назначена министром занятости и обучения в следующем правительстве под руководством Поля Магнетта, лидера франкоязычных социалистов, снова как единственная женщина-министр. Правительство ушло в отставку в июле 2017 года.
По результатам парламентских выборов 26 мая 2019 года, на которых возглавляла список в Намюре, избрана членом Палаты представителей парламента Бельгии.
После формирования коалиционного правительства под руководством премьер-министра Александра Де Кро, в которое вошла Социалистическая партия, Элиан Тиё выдвинута партией на пост председателя Палаты представителей парламента Бельгии. Приведена к присяге 13 октября 2020 года, сменила Патрика Деваля. Стала первой женщиной на этом посту.